# تورانو کاستلو
تورانو کاستلو (به ایتالیایی: Torano Castello) یک کومونه در ایتالیا است که در استان کزنتزا واقع شده‌است. تورانو کاستلو ۳۰٫۰۵ کیلومتر مربع مساحت و ۴٬۷۸۹ نفر جمعیت دارد و ۳۷۰ متر بالاتر از سطح دریا واقع شده‌است.